# Wilhelm August Christian Abel
Wilhelm Christian August Abel (Zerbst, 1748 – 1803) è stato un pittore tedesco, membro della famiglia Abel.

## Biografia
Figlio del pittore e musicista Leopold August Abel, oltre che fratello di Wilhelm Anton Christian Carl Abel, August Christian Andreas Abel e Friedrich Ludwig Aemilius Abel, si trasferì nel 1776 a Copenaghen, dove fu attivo come pittore di paesaggi e ritratti. Il Museo nazionale di Stoccolma conserva un suo ritratto di Federico Francesco I di Meclemburgo-Schwerin.